# Chuck Arnason
Ernest Charles „Chuck” Arnason (Ashern, Manitoba, Kanada, 1951. július 15. –) profi jégkorongozó.

## Karrier
Komolyabb junior karrierjét a WCJHL-ben kezdte a Flin Flon Bombers csapatában. Itt két szezont játszott. A második idényében 79 gólt ütött és 163 pontot szerzett ezért az 1971-es NHL-amatőr drafton a Montréal Canadiens az első kör hetedik helyén választotta ki. 1971–1972-ben a Montrealban kezdte profi karrierjét majd leküldték az AHL-es Nova Scotia Voyageursbe. A következő szezonban is ez történt. 1973–1974-ben az Atlanta Flameshez kerül fél szezonra és a szezon másik felét a Pittsburgh Penguinsben játssza. A Penguins még két idényt játszik mikor a Kansas City Scoutshoz kerül az 1975–1976-os szezon közben. 1976 és 1978 között a Colorado Rockies játékosa. A CHL-es Phoenix Roadrunnersbe küldik le az 1977–1978-as szezonban, de onnan felkerül a Cleveland Baronshoz. A következő idényben egy mérkőzésen lép jégre a Minnesota North Stars színeiben majd leküldik a CHL-es Oklahoma City Stars ahonnan még abban a szezonban a Washington Capitalshoz kerül. Utolsó idénye Amerikában a Dallas Black Hawks színeiben telnek. Ezután átment Európába szerencsét próbálni, de egy német csapat edzőtáborában olyan súlyos térdsérülést szenvedett el, hogy vissza kellett vonulnia.

## Statisztika
| 1968–1969       | Selkirk Fishermen     | CMJHL           | 34  | 36  | 37 | 73  | 0   | —  | —  | —  | —  | —  |
| 1969–1970       | Flin Flon Bombers     | WCJHL           | 60  | 34  | 27 | 61  | 91  | 17 | 14 | 18 | 32 | 38 |
| 1970–1971       | Flin Flon Bombers     | WCJHL           | 66  | 79  | 84 | 163 | 153 | 17 | 15 | 22 | 37 | 30 |
| 1971–1972       | Nova Scotia Voyageurs | AHL             | 58  | 30  | 24 | 54  | 33  | 15 | 7  | 6  | 13 | 6  |
| 1971–1972       | Montréal Canadiens    | NHL             | 17  | 3   | 0  | 3   | 4   | —  | —  | —  | —  | —  |
| 1972–1973       | Nova Scotia Voyageurs | AHL             | 38  | 18  | 20 | 38  | 4   | 13 | 5  | 10 | 15 | 16 |
| 1972–1973       | Montréal Canadiens    | NHL             | 19  | 1   | 1  | 2   | 2   | —  | —  | —  | —  | —  |
| 1973–1974       | Atlanta Flames        | NHL             | 33  | 7   | 6  | 13  | 13  | —  | —  | —  | —  | —  |
| 1973–1974       | Pittsburgh Penguins   | NHL             | 41  | 13  | 5  | 18  | 4   | —  | —  | —  | —  | —  |
| 1974–1975       | Pittsburgh Penguins   | NHL             | 78  | 26  | 32 | 58  | 32  | 9  | 2  | 4  | 6  | 4  |
| 1975–1976       | Pittsburgh Penguins   | NHL             | 30  | 7   | 3  | 10  | 14  | —  | —  | —  | —  | —  |
| 1975–1976       | Kansas City Scouts    | NHL             | 39  | 14  | 10 | 24  | 21  | —  | —  | —  | —  | —  |
| 1976–1977       | Colorado Rockies      | NHL             | 61  | 13  | 10 | 23  | 10  | —  | —  | —  | —  | —  |
| 1977–1978       | Colorado Rockies      | NHL             | 29  | 4   | 8  | 12  | 10  | —  | —  | —  | —  | —  |
| 1977–1978       | Cleveland Barons      | NHL             | 40  | 21  | 13 | 34  | 8   | —  | —  | —  | —  | —  |
| 1977–1978       | Phoenix Roadrunners   | CHL             | 6   | 3   | 3  | 6   | 4   | —  | —  | —  | —  | —  |
| 1978–1979       | Oklahoma City Stars   | CHL             | 60  | 24  | 22 | 46  | 42  | —  | —  | —  | —  | —  |
| 1978–1979       | Minnesota North Stars | NHL             | 1   | 0   | 0  | 0   | 0   | —  | —  | —  | —  | —  |
| 1978–1979       | Washington Capitals   | NHL             | 13  | 0   | 2  | 2   | 4   | —  | —  | —  | —  | —  |
| 1979–1980       | Dallas Black Hawks    | CHL             | 68  | 15  | 17 | 32  | 28  | —  | —  | —  | —  | —  |
| NHL összesített | NHL összesített       | NHL összesített | 401 | 109 | 90 | 199 | 122 | 9  | 2  | 4  | 6  | 4  |

## Díjai
- Bob Clarke-trófea: 1971
- WCJHL Első All-Star Csapat: 1971
- Calder-kupa: 1972
- Tiszteletbeli tagja a Manitoba Jégkorong Hírességek Csarnokának